# 埃根西 (愛荷華州)
埃根西是美国艾奥瓦州瓦佩洛縣下轄的一个城市。2010年人口统计为638人。